# Birgu
Birgu (külföldön ismert olasz neve: Città Vittoriosa, a.m. „Győzelmes Város”) Málta egyik városa és helyi tanácsa a Nagy Kikötő egyik félszigetén. Lakossága 2691 fő. Málta Három Városának egyike. A Jeruzsálemi Szent János Ispotályos Lovagrend székhelye volt Valletta építésééig. A máltai név valószínűleg az olasz-spanyol borgo (erődített hely, város) szóból származik.

## Története

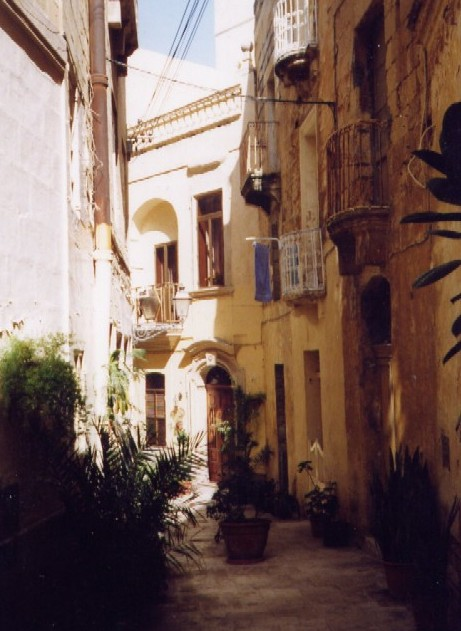
Utcarészlet

Ideális kikötési lehetőségei miatt a Nagy Kikötő környéke ősidők óta lakott. A föníciaiak már templomot építettek a város helyén. A 9. században bizánci erőd épült a félsziget végére, a Castrum maris. Az aragóniai királyok uralma idején a spanyol Szent Lőrinc emlékére kápolnát emeltek a Ta' Hammuna nevű helyen, ez volt Medinán kívül az első plébániatemplom Máltán. A 13. században egy provence-i trubadúr, Peire Vidal lakhelye. Az 1436-os egyházi összeírásban már szerepel San Lorenzo a Mare néven.
1530 októberében a korábban Rodoszról elűzött Jeruzsálemi Szent János Ispotályos Lovagrend megkapta Málta szigeteit, és Philippe de Villiers de L’Isle-Adam nagymester a városban rendezte be máltai főhadiszállását, hiszen számukra megfelelőbb hely volt a védett kikötő, mint a szárazföldi Notabile (Mdina). Az erődöt megerősítették, ekkor alakult ki a mai S. Angelo erőd formája. A város lett a máltai inkvizíció székhelye is. Málta 1565-ös Nagy ostromakor a San Angelót nem sikerült elfoglalni a törököknek, ezért kapta a Città Vittoriosa nevet. A lovagoknak a siker hatására növekvő létszámához azonban a város szűkösnek bizonyult, ezért 1566-ban elkezdődött egy új főváros, Valletta építése. San Lorenzo a Mare végül 1571-ben vesztette el fővárosi rangját, amikor a lovagok átköltöztek az új városba. 1675-ben a Három Város közös erődítéseket kapott, ekkor épült a díszes Notre Dame-kapu. 1798 és 1800 között a sarokba szorított francia megszállók egyik menedékhelye volt.
A brit megszállás kezdetétől Birgu a brit földközi-tengeri flotta bázisa volt egészen 1979-ig, hajójavító műhelyeivel, jól képzett szakmunkásaival. Később egy tengerészeti pékség is épült, ez ma múzeum. A második világháború idején rendkívül súlyos károkat szenvedett, a kikötőt bombázó repülők a várost is alaposan lerombolták. Ekkor pusztult el az Óratorony és az Angyali üdvözlet temploma. 1994 óta Málta 68 helyi tanácsának egyike. A város erődítései 1998 óta a Lovagi erődök Málta kikötőiben nevű javasolt világörökségi helyszín részei. 2003-ban a lovagrend nagymesterét, a skót Sir Andrew Bertie-t Birgu díszpolgárává választották.

## Önkormányzata
Hétfős helyi tanács irányítja. A jelenlegi (6.) tanács 2012 óta van hivatalban. Eddigi polgármesterei
- John Boxall (Munkáspárt, 1994-1995)
- Joseph C. Azzopardi (1995-1998)
- John Boxall (Munkáspárt, 1998 óta)

## Nevezetességei

### S. Angelo erőd

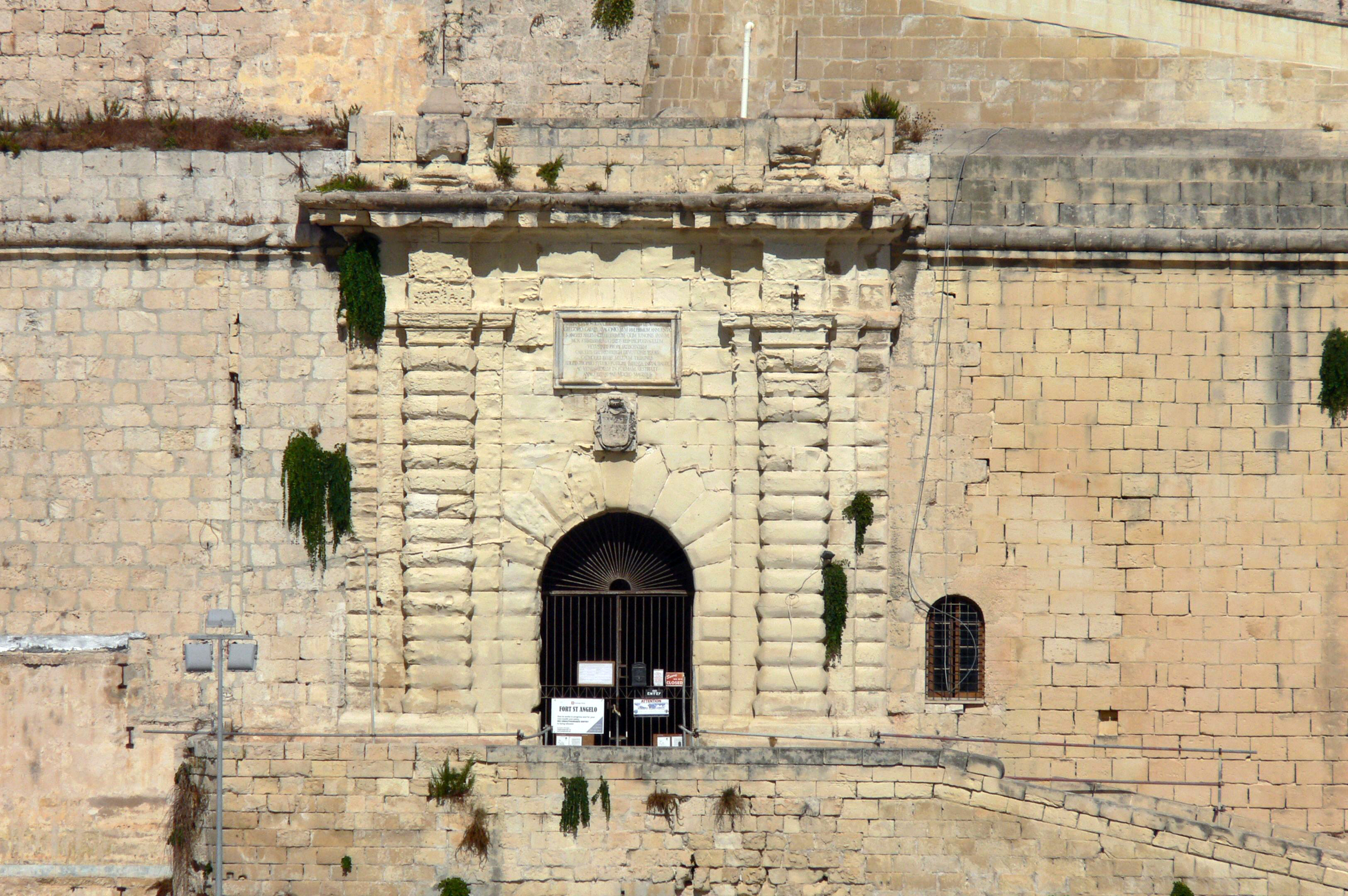
A St. Angelo erőd kapuja

Az erőd építési ideje nem ismert, a legkorábbi azonosítható része egy arab-kori toronydarab. A 14. századtól a vár (Castello a Mare) a Nava családnak, Málta hűbérurainak székhelye. 1530-ban a Szent János lovagrend nagymesterének székhelye lett, ami újabb erődítésekkel járt. 1565-ben sikerrel állt ellen a török ostromnak.
A britek a katonai célra használt erődöt hajónak megfelelő jelzéssel látták el: 1912-től HMS Egremont, 1933-tól HMS St. Angelo. 1979-ben az erődöt kiürítették, azóta néhány részét a Máltai lovagrend bérli. A világörökségi helyszínek listájára javasolt erődítéseket 2007-ben restaurálni kezdték, az erőd jelenleg nem látogatható.
Az erődből kitűnő kilátás nyílik Vallettára és a Nagy Kikötő szinte minden részére.

### Egyéb nevezetességei

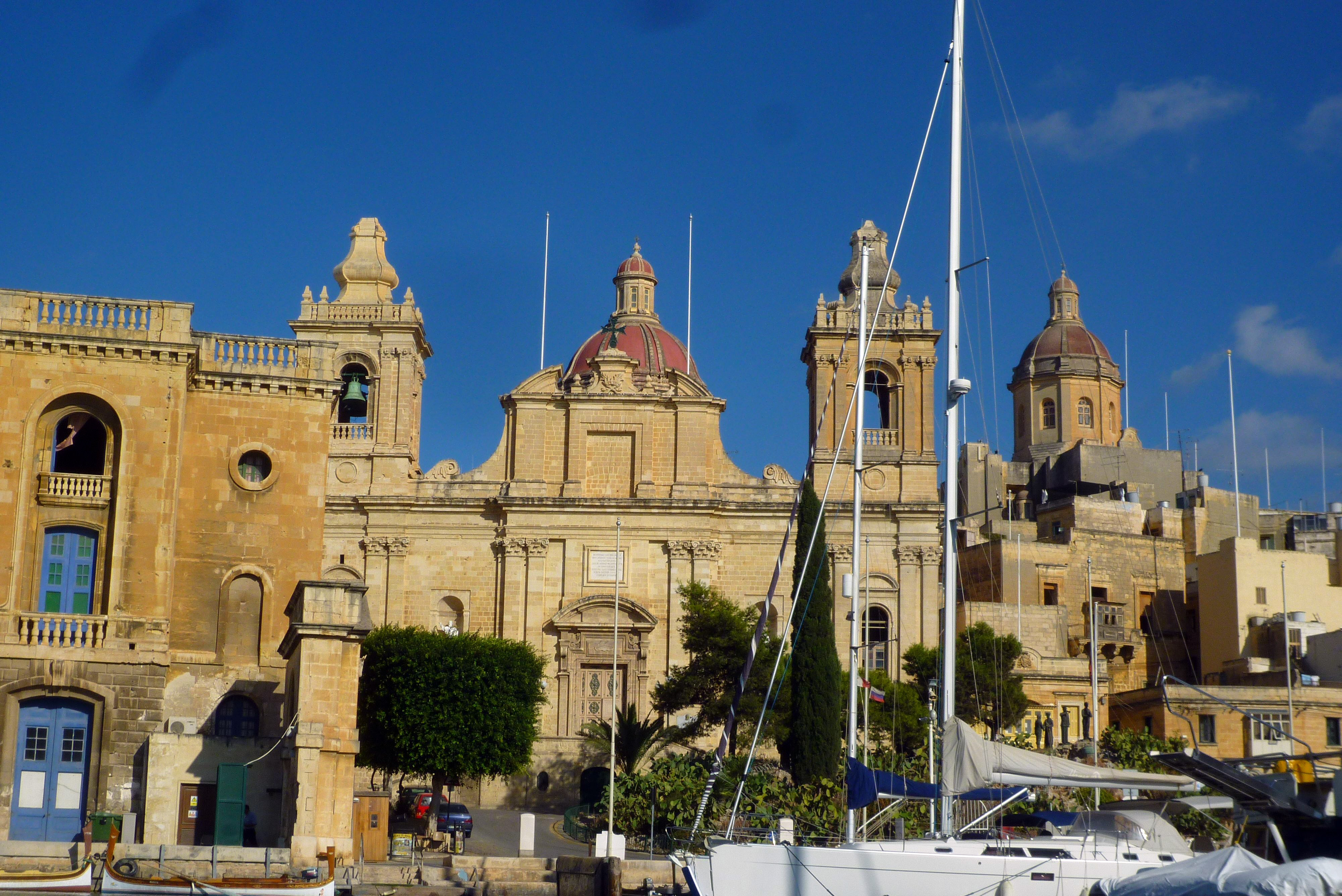
A Szent Lőrinc-plébániatemplom

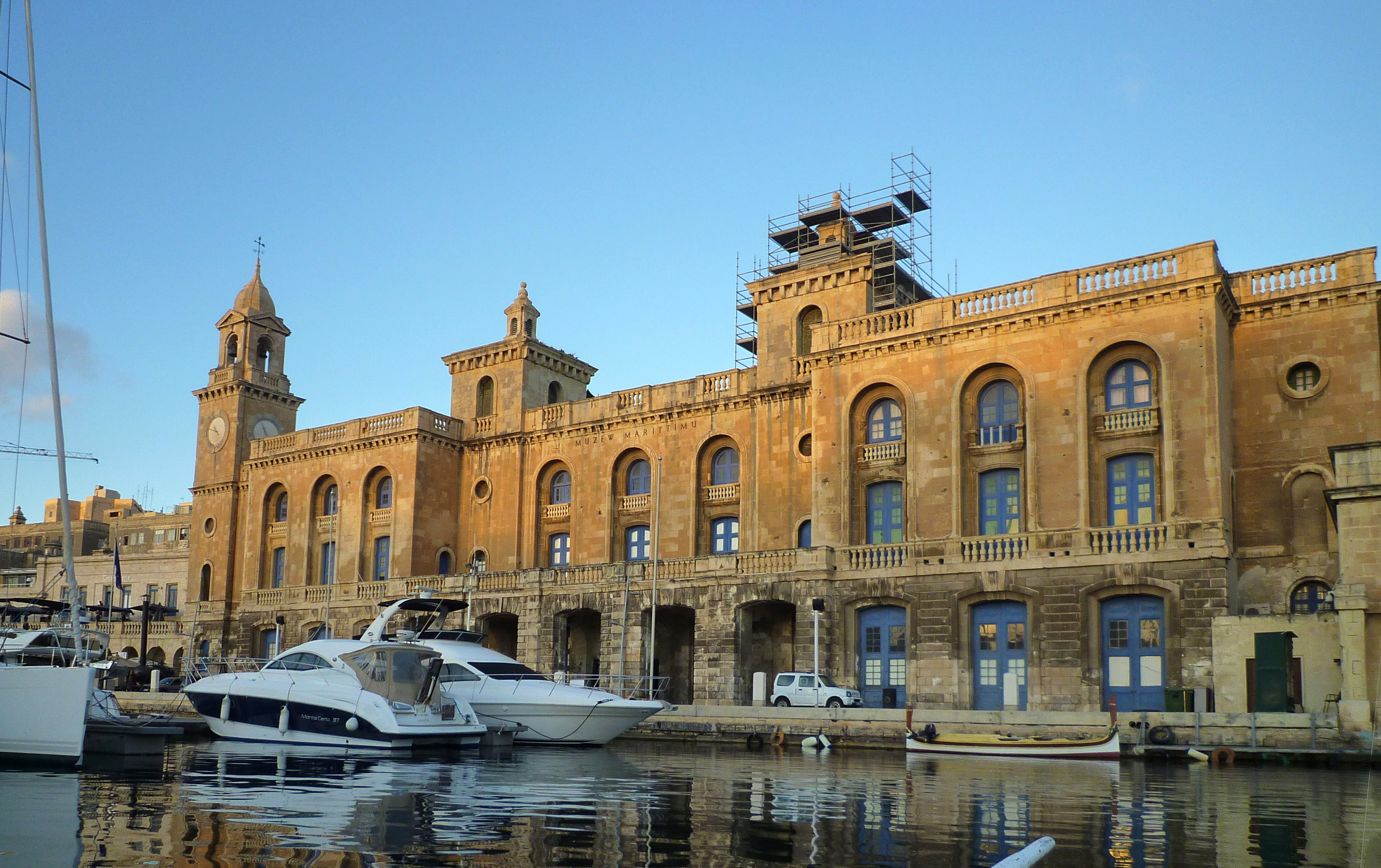
A Tengerészeti Múzeum épülete

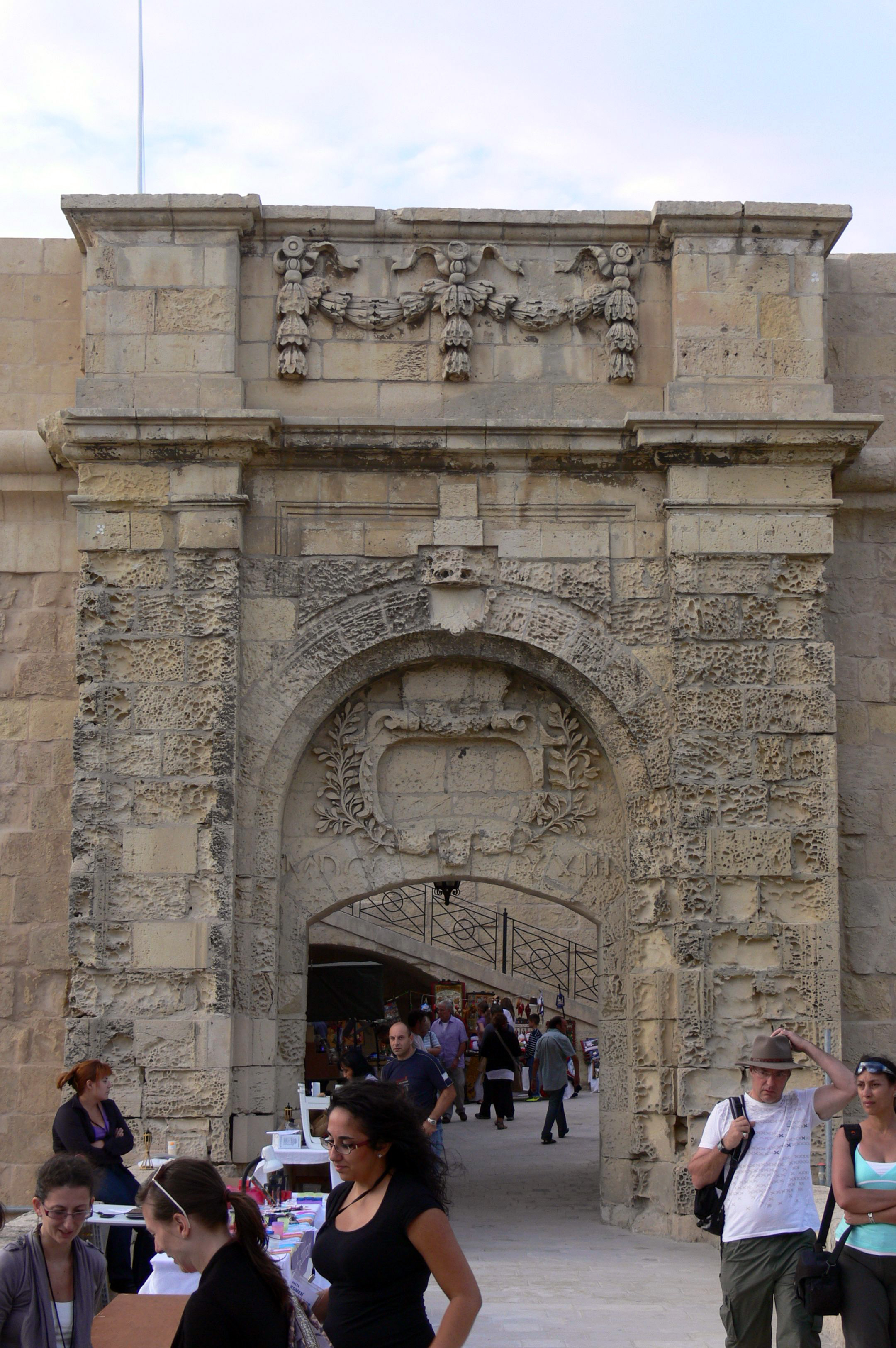
A Couvre Porte bejárata

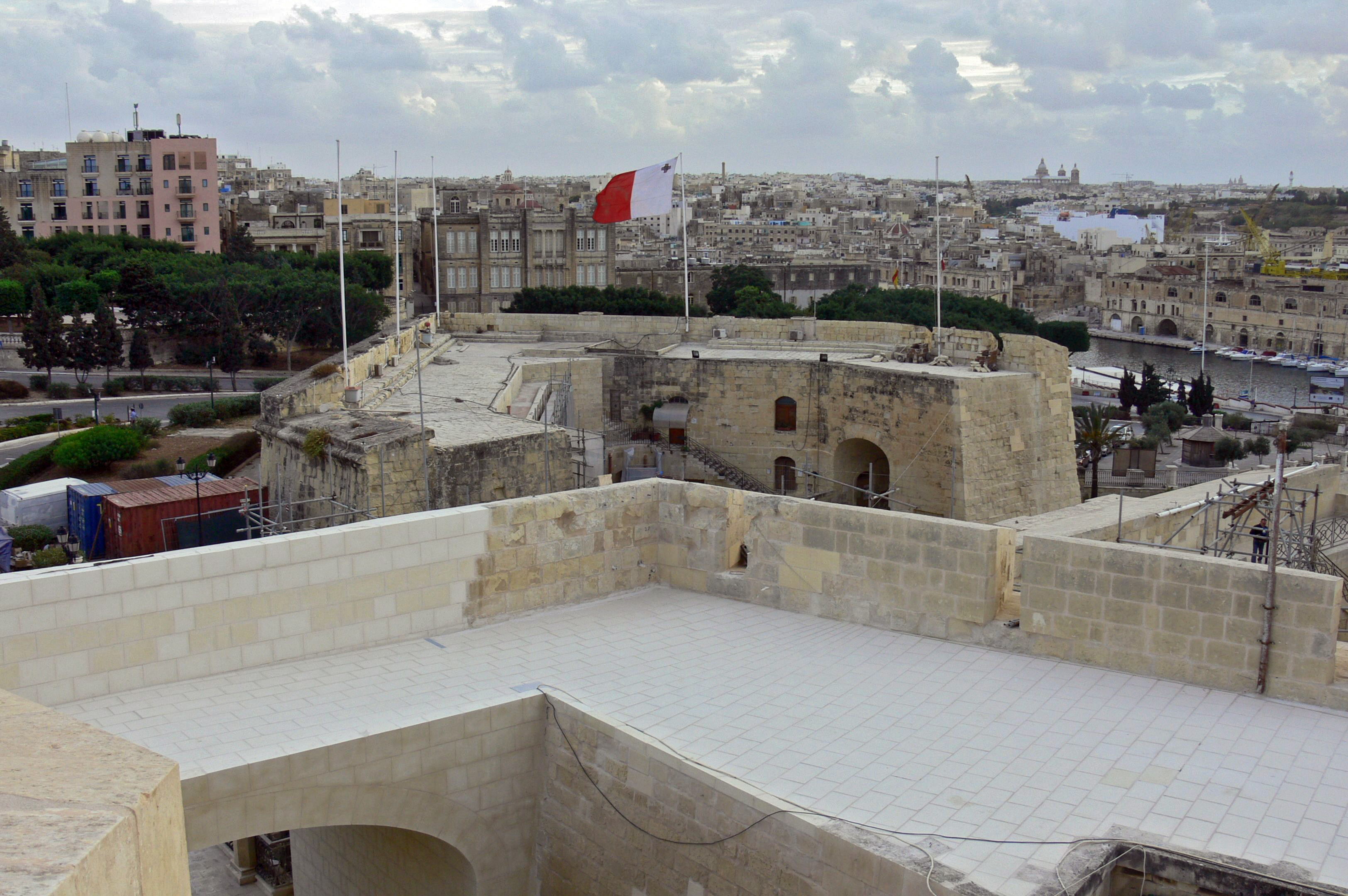
A Couvre Porte a Szent János-bástyáról

- Dockyard Creek és Vittoriosa vízpart (Vittoriosa waterfront)
- Szent Lőrinc templom (San Lawrenz, ang. St. Lawrence): 1681 és 1697 között épült
- Máltai Tengerészeti Múzeum (Malta Maritime Museum):[4][5] a parti útról nyílik a bejárata
- Málta Háborúban Múzeum (Malta at War Museum)[6]
- Couvre Porte: a kaput 2000-ben felújították
- Notre Dame-kapu
- Püspöki palota (Bishop's Palace)
- II. világháborús óvóhelyek (War shelters): néhány éve látogathatók
- Az olasz kivételével még az összes lovagi auberge áll a városban
- Domonkos templom és rendház (Knisja ta' Duminkani)
- Università: az egykori lovagi kormányzat épülete
- Inkvizítori Palota (Inquisitor's palace)

### Rendezvényei

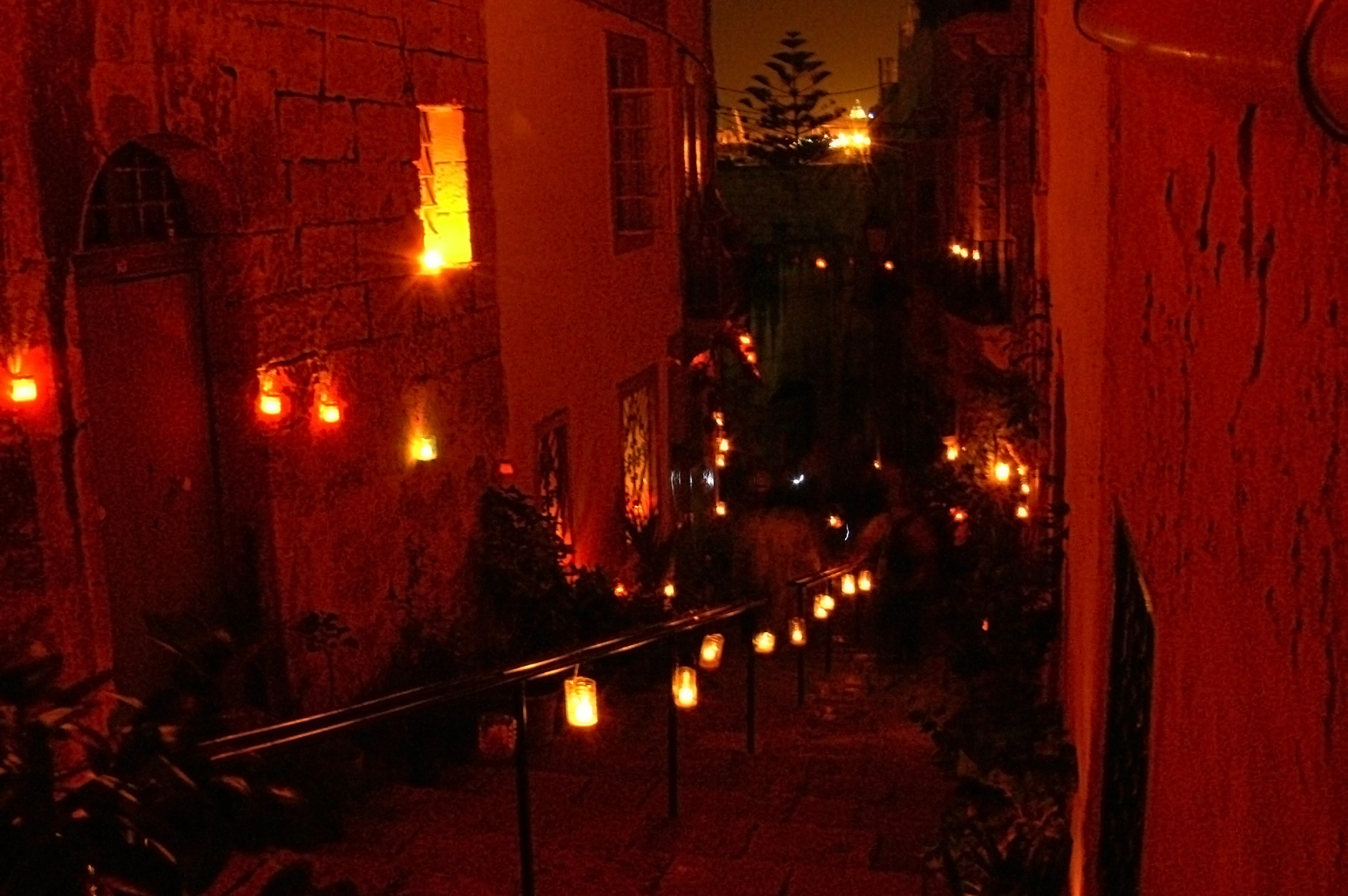
Gyertyafényes utca a Birgufest idején

- Nagypénteken látványos körmenetet tartanak a szenvedő Jézus szobrával
- Október elején tartják a Birgufest rendezvénysorozatot, amelynek keretében az utcákon zenészek játszanak, koncertek zajlanak, egyik este pedig a "Birgu by candlelight" (Birgu gyertyafényben) keretében a közvilágítást kikapcsolva gyertyákkal, fáklyákkal és mécsesekkel világítják ki a várost. Sok látnivaló, ház és intézmény egész este nyitva van, sokszor ingyen vagy alkalmi árakkal.

## Kultúra
A város tele van múzeumokkal, amelyek általában komoly gyűjteményekkel rendelkeznek (ld. Nevezetességek).
Band clubjai:
- St. Lawrence Band Club
- Prince of Wales Own Band Club

## Sport
Sportegyesületei:
- Boccia: Vittoriosa Boċċi Club
- Evezés: Vittoriosa Regatta Club
- Labdarúgás: Vittoriosa Stars Football Club: a 2009-2010-es idényben bundagyanú miatt kizárták a BOV Premier League-ből
Vittoriosa Lightnings Football Club

## Közlekedés
Autóval csak a lakosok hajthatnak be a városba, a közeli parkolókból gyalog közelíthető meg. Buszjáratai:
- 2: Valletta–Marsa–Bormla–Birgu Centre
- 3: Valletta–Marsa–Bormla Centre–Birgu–Kalkara
- 4: Valletta–Marsa–Bormla–Birgu
- 213: Mater Dei–Msida–Ħamrun–Marsa–Bormla–Birgu–Kalkara

Vallettával vízitaxi-összeköttetése is van, bár a taxisok többnyire Birguban állnak, a főváros felől ezért kis szerencse is kellhet (vagy egy telefonszám), hogy átjussunk.

## Híres szülöttei
- Lorenzo Gafà építész, Málta sok híres épületének tervezője (1638-1704)
- Maria de Dominici (1645–1703) festő, szobrász
- Paul Boffa politikus, Málta egykori miniszterelnöke (1890-1962)